# José Riquelme y López-Bago
José Riquelme y López-Bago (Tarragona, 31 de agosto de 1880-París, 28 de enero de 1972) fue un militar español que destacó por su actuación en las guerras de Marruecos y la guerra civil española.

## Biografía
Ingresó en el Ejército en junio de 1897. Realizó una parte esencial de su carrera militar en el protectorado español de Marruecos, durante la guerra del Rif. En 1921 ya era coronel y jefe de la Policía Indígena.  
Tras el desastre de Annual, en el cual no estuvo por encontrarse en la península ibérica, protagonizó, no obstante, un enfrentamiento con el general José Sanjurjo, al indicar en sus declaraciones para el Expediente Picasso que había presentado ante sus superiores un plan según el cual la posición de Monte Arruit, donde fueron asesinados tras entregar la posición unos 3000 españoles, pudo ser auxiliada, algo que Sanjurjo, entonces comandante en jefe de las tropas en la zona, negó. En 1924 participó en la reconquista de Tetuán. 
En 1929 fue miembro del Tribunal Militar que juzgó a José Sánchez Guerra por la sublevación de los artilleros de Ciudad Real. La absolución del político conservador provocó que Riquelme fuera pasado a la reserva.[cita requerida]
Al día siguiente de instaurarse la Segunda República Española, el 15 de abril de 1931, fue ascendido a general de división y nombrado capitán general de la III Región Militar, en Valencia. En febrero de 1935 José Riquelme fue nombrado jefe de la II División Orgánica, con sede en la ciudad de Sevilla. Sin embargo, poco después el ministro de la Guerra, Gil-Robles, lo cesó de su puesto, en línea con la política de cese de militares considerados "izquierdistas" que siguió el gobierno radical-conservador.
Desde los primeros momentos de la guerra civil española se mantiene fiel al Gobierno republicano. Fue nombrado jefe de la I División Orgánica, ocupando el vacío de mando que existía tras el fracaso del golpe de Estado del 18 de julio. Mandó las fuerzas que atacaron Toledo y las que pelearon después en el Guadarrama. En agosto fue mandado a Extremadura, donde al frente una fuerza miliciana de 9000 efectivos intentó detener a las fuerzas del Ejército de África, pero sus fuerzas flaquearon y sólo lograron retrasar el avance unos días. A comienzos de septiembre sus fuerzas sufrieron importantes derrotas en Oropesa y Talavera de la Reina, que llevaron a su destitución y provocaron su procesamiento. No obstante, fue absuelto en 1938, y regresó al servicio como comandante militar de Barcelona. 
Durante toda la contienda Diego González Ragel fue su fotógrafo personal, nombrado a tal efecto por el Ministerio de la Guerra, en 1936.
A partir de 1939, tras la caída de Cataluña, se exilió en Francia. En el exilio, fue miembro de la junta suprema de la Unión Nacional Española (UNE) en el país galo. Permaneció en el exilio francés hasta su muerte en París, en 1972. Se encuentra enterrado en el cementerio parisino de Père Lachaise.

## Familia

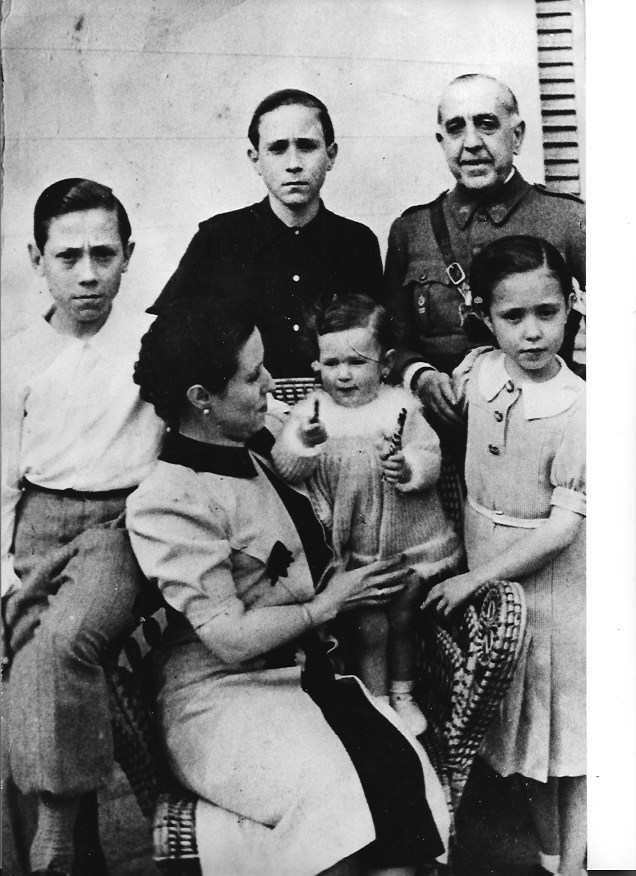

Contrajo matrimonio en primeras nupcias con Milagros Ojeda Varona, que fue Presidenta de la Cruz Roja de Larache, y en segundas nupcias con Manuela Ruiz Juan (1906-1988), que fue vicepresidenta del comité de Cruz Roja de la República Española en el exilio en Francia. De su primera esposa tuvo 2 hijos: Augusto (ingeniero naval; fallecido el 7 de enero de 1939, tras ser herido en un bombardeo en Barcelona) y Rosa, esta última nacida en 1917 y exiliada a México en 1939. De su segunda esposa, tuvo 1 hija llamada María Riquelme Ruiz (nacida 16 de febrero de 1930), actriz de cine francesa, y otra hija llamada María José o Marie-José.